# Tổ chức châu Phi Thống nhất
Tổ chức châu Phi Thống nhất (OAU, tiếng Pháp: Organisation de l'unité africaine, OUA) là một tổ chức liên chính phủ được thành lập ngày 25 tháng 5 năm 1963 tại Addis Ababa, với 32 quốc gia thành viên. Một trong những người có công lớn cho sự thành lập của OAU là tổng thống Ghana Kwame Nkrumah. Tổ chức này đã bị giải thể vào ngày 09 tháng 7 năm 2002 bởi người chủ tịch cuối cùng, Tổng thống Nam Phi Thabo Mbeki, và được thay thế bởi Liên minh châu Phi (AU). Một trong những mục tiêu chính của tổ chức này là tạo ra sự liên minh và hội nhập về kinh tế và chính trị giữa các nước thành viên, cũng như xóa bỏ chủ nghĩa thực dân, cũng như chủ nghĩa thực dân mới khỏi châu Phi.

## Mục tiêu
OAU có mục tiêu chính sau đây:
- Để thúc đẩy sự thống nhất và đoàn kết của các quốc gia châu Phi và có vai trò như một tiếng nói chung cho lục địa châu Phi. Điều này là rất quan trọng để đảm bảo tương lai kinh tế và chính trị lâu dài của châu lục này.[3]
- Phối hợp và tăng cường sự hợp tác của các quốc gia châu Phi để mang lại cuộc sống tốt hơn cho người dân châu Phi[4].
- Bảo vệ chủ quyền, toàn vẹn lãnh thổ và độc lập của các quốc gia châu Phi.
- OAU cũng đã rất quan tâm đến mục tiêu xoá bỏ tất cả các hình thức của chủ nghĩa thực dân, do, khi tổ chức này được thành lập, vẫn có nhiều quốc gia vẫn chưa giành được độc lập hoặc do thiểu số cai trị. Nam Phi và Angola là hai quốc gia trong số này. OAU đề xuất hai cách để thoát khỏi lục địa của chủ nghĩa thực dân. Thứ nhất, nó sẽ bảo vệ lợi ích của các quốc gia độc lập và giúp đỡ những quốc gia vẫn còn là thuộc địa. Thứ hai, nó sẽ giữ trung lập về các vấn đề trên thế giới, ngăn chặn các thành viên bị đặt dưới sự ảnh hưởng của các cường quốc bên ngoài.

Một Ủy ban Giải phóng được thành lập để hỗ trợ phong trào độc lập và đảm bảo quyền lợi của các quốc gia đã được giải phóng. Các OAU cũng nhằm mục đích giữ trung lập về chính trị toàn cầu, trong đó sẽ ngăn cản các cường quốc lớn vào tranh giành tầm ảnh hưởng ở châu Phi trong thời kỳ Chiến tranh Lạnh.
OAU có những mục tiêu khác:
- Đảm bảo rằng tất cả người châu Phi đều được hưởng nhân quyền.
- Nâng cao đời sống của tất cả người dân châu Phi.
- Giải quyết các tranh luận và tranh chấp giữa các thành viên, không thông qua giao tranh mà thông qua đàm phán hòa bình và ngoại giao.[5]

Ngay sau khi giành được độc lập, một số quốc gia châu Phi bày tỏ mong muốn phát triển sự đoàn kết hơn trong lục địa. Không phải ai cũng đồng ý cách thống nhất có thể đạt được, và hai khối khác biệt về luồng tư tưởng hình thành:
- Khối Casablanca, do Kwame Nkrumah của Ghana đứng đầu, muốn tất cả các nước châu Phi tập hợp thành một liên bang. Ngoài Ghana, khối này cũng bao gồm Algérie, Guinée, Maroc, Ai Cập, Mali và Libya. Được thành lập vào năm 1961, các thành viên của khối này được gọi là "các quốc gia tiến bộ".
- Khối Monrovia, do Léopold Séba Senghor của Senegal đứng đầu, cảm thấy rằng sự hợp nhất cần đạt được dần dần, thông qua hợp tác kinh tế. Khối này không ủng hộ quan điểm của một liên hiệp chính trị. Các thành viên khác của khối là Nigeria, Liberia, Ethiopia và hầu hết các thuộc địa của Pháp trước đây.

Một số cuộc thảo luận ban đầu đã diễn ra tại Sanniquellie, Liberia. Tranh chấp cuối cùng đã được giải quyết khi vua Ethiopia Haile Selassie I mời hai nhóm đến Addis Ababa, nơi mà OAU và trụ sở chính của nó sau này được thành lập. Hiến chương của Tổ chức đã được ký kết bởi 32 quốc gia châu Phi độc lập.
Tại thời điểm tan rã của OAU, có 53 quốc gia châu Phi là thành viên. Maroc rời khỏi liên minh vào ngày 12 tháng 11 năm 1984 sau sự gia nhập của Cộng hòa Ả Rập Sahrawi Dân chủ với tư cách là chính phủ của Tây Sahara trong năm 1982.

## Các hội nghị thượng định OAU

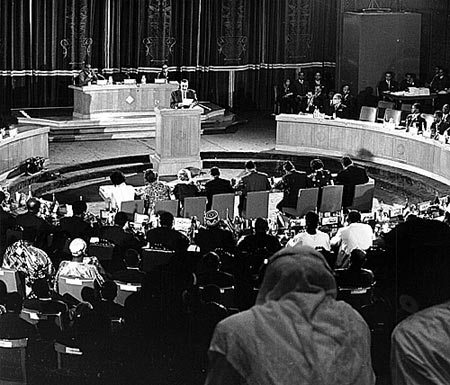
Tổng thống Ai Cập Nasser tại hội nghị năm 1964

| Thành phố chủ nhà | Quốc gia chủ nhà                 | Ngày                                     |
| ----------------- | -------------------------------- | ---------------------------------------- |
| Addis Ababa       | Ethiopia                         | 22–25 May 1963                           |
| Cairo             | Egypt                            | 17–21 tháng 7 năm 1964                   |
| Accra             | Ghana                            | 21–26 October 1965                       |
| Addis Ababa       | Ethiopia                         | 5–9 November 1966                        |
| Kinshasa          | Democratic Republic of the Congo | 11–14 September 1967                     |
| Algiers           | Algeria                          | 13–16 September 1968                     |
| Addis Ababa       | Ethiopia                         | 6–10 September 1969                      |
| Addis Ababa       | Ethiopia                         | 1–3 September 1970                       |
| Addis Ababa       | Ethiopia                         | 21–23 June 1971                          |
| Rabat             | Morocco                          | 12–15 June 1972                          |
| Addis Ababa       | Ethiopia                         | 27–28 May 1973                           |
| Mogadishu         | Somalia                          | 1974                                     |
| Kampala           | Uganda                           | 28 tháng 7–1 tháng 8 năm 1975            |
| Port Louis        | Mauritius                        | 2–6 tháng 7 năm 1976                     |
| Libreville        | Gabon                            | 2–5 tháng 7 năm 1977                     |
| Khartoum          | Sudan                            | 18–22 tháng 7 năm 1978                   |
| Monrovia          | Liberia                          | 17–20 tháng 7 năm 1979                   |
| Freetown          | Sierra Leone                     | 1–4 tháng 7 năm 1980                     |
| Nairobi           | Kenya                            | 24–27 tháng 7 năm 1981                   |
| Addis Ababa       | Ethiopia                         | 6–12 June 1983                           |
| Addis Ababa       | Ethiopia                         | 12–15 November 1984                      |
| Addis Ababa       | Ethiopia                         | 18–20 tháng 7 năm 1985                   |
| Addis Ababa       | Ethiopia                         | 28–30 tháng 7 năm 1986                   |
| Addis Ababa       | Ethiopia                         | 27–29 tháng 7 năm 1987                   |
| Addis Ababa       | Ethiopia                         | Hội nghị bất thường: tháng 10 năm 1987   |
| Addis Ababa       | Ethiopia                         | 25–28 May 1988                           |
| Addis Ababa       | Ethiopia                         | 24–26 tháng 7 năm 1989                   |
| Addis Ababa       | Ethiopia                         | 9–11 tháng 7 năm 1990                    |
| Abuja             | Nigeria                          | 3–5 tháng 7 năm 1991                     |
| Dakar             | Senegal                          | 29 tháng 6– 1 tháng 7 năm 1992           |
| Cairo             | Egypt                            | 28–30 June 1993                          |
| Tunis             | Tunisia                          | 13–15 June 1994                          |
| Addis Ababa       | Ethiopia                         | 26–28 June 1995                          |
| Yaoundé           | Cameroon                         | 8–10 June 1996                           |
| Harare            | Zimbabwe                         | 2–4 June 1997                            |
| Ouagadougou       | Burkina Faso                     | 8–10 June 1998                           |
| Algiers           | Algeria                          | 12–14 tháng 7 năm 1999                   |
| Sirte             | Libya                            | Hội nghị bất thường 6–9 tháng 9 năm 1999 |
| Lomé              | Togo                             | 10–12 tháng 7 năm 2000                   |
| Lusaka            | Zambia                           | 9–11 tháng 7 năm 2001, hội nghị cuối     |

## Thành viên OAU theo ngày gia nhập
| Date                 | Countries              | Notes |
| -------------------- | ---------------------- | --- |
| 25 tháng 5 năm 1963  | Algérie                | |
| 25 tháng 5 năm 1963  | Burundi                | |
| 25 tháng 5 năm 1963  | Cameroon               | |
| 25 tháng 5 năm 1963  | Cộng hòa Trung Phi     | |
| 25 tháng 5 năm 1963  | Tchad                  | |
| 25 tháng 5 năm 1963  | Cộng hòa Congo         | |
| 25 tháng 5 năm 1963  | Cộng hòa Dân chủ Congo | Từ 1971–97 là Zaire |
| 25 tháng 5 năm 1963  | Dahomey                | Từ 1975 là Benin |
| 25 tháng 5 năm 1963  | Ai Cập                 | |
| 25 tháng 5 năm 1963  | Ethiopia               | |
| 25 tháng 5 năm 1963  | Gabon                  | |
| 25 tháng 5 năm 1963  | Ghana                  | |
| 25 tháng 5 năm 1963  | Guinée                 | |
| 25 tháng 5 năm 1963  | Bờ Biển Ngà            | |
| 25 tháng 5 năm 1963  | Liberia                | |
| 25 tháng 5 năm 1963  | Libya                  | |
| 25 tháng 5 năm 1963  | Madagascar             | |
| 25 tháng 5 năm 1963  | Mali                   | |
| 25 tháng 5 năm 1963  | Mauritanie             | |
| 25 tháng 5 năm 1963  | Maroc                  | Rút lui ngày 12 tháng 11 năm 1984, phản đối việc trở thành thành viên của Tây Sahara. Tuy nhiên, Maroc đã tái gia nhập Liên minh châu Phi vào tháng 1 năm 2017, 33 năm sau khi rút khỏi Liên minh châu Phi. |
| 25 tháng 5 năm 1963  | Niger                  | |
| 25 tháng 5 năm 1963  | Nigeria                | |
| 25 tháng 5 năm 1963  | Rwanda                 | |
| 25 tháng 5 năm 1963  | Sénégal                | |
| 25 tháng 5 năm 1963  | Sierra Leone           | |
| 25 tháng 5 năm 1963  | Somalia                | |
| 25 tháng 5 năm 1963  | Sudan                  | |
| 25 tháng 5 năm 1963  | Tanganyika             | Tanganyika và Zanzibar thống nhất vào ngày 26 tháng 4 năm 1964, thành lập Cộng hòa thống nhất Tanganyika và Zanzibar, sau đổi tên thành Tanzania vào ngày 1 tháng 11 năm 1964.                              |
| 25 tháng 5 năm 1963  | Togo                   | |
| 25 tháng 5 năm 1963  | Tunisia                | |
| 25 tháng 5 năm 1963  | Uganda                 | |
| 25 tháng 5 năm 1963  | Thượng Volta           | Từ 1984 là Burkina Faso |
| 25 tháng 5 năm 1963  | Zanzibar               | Tanganyika và Zanzibar thống nhất vào ngày 26 tháng 4 năm 1964, thành lập Cộng hòa thống nhất Tanganyika và Zanzibar, sau đổi tên thành Tanzania vào ngày 1 tháng 11 năm 1964.                              |
| 13 tháng 12 năm 1963 | Kenya                  | |
| 13 tháng 7 năm 1964  | Malawi                 | |
| 16 tháng 12 năm 1964 | Zambia                 | |
| Tháng 10 năm 1965    | Gambia                 | |
| 31 tháng 10 năm 1966 | Botswana               | |
| 31 tháng 10 năm 1966 | Lesotho                | |
| Tháng 8 năm 1968     | Mauritius              | |
| 24 tháng 9 năm 1968  | Eswatini               | |
| 12 tháng 10 năm 1968 | Guinea Xích Đạo        | |
| 19 tháng 11 năm 1973 | Guiné-Bissau           | |
| 11 tháng 2 năm 1975  | Angola                 | |
| 18 tháng 7 năm 1975  | Cabo Verde             | |
| 18 tháng 7 năm 1975  | Comoros                | |
| 18 tháng 7 năm 1975  | Mozambique             | |
| 18 tháng 7 năm 1975  | São Tomé và Príncipe   | |
| 29 tháng 6 năm 1976  | Seychelles             | |
| 27 tháng 6 năm 1977  | Djibouti               | |
| 1 tháng 6 năm 1980   | Zimbabwe               | |
| 22 tháng 2 1982      | Tây Sahara             | |
| 3 tháng 6 1990       | Namibia                | |
| 24 tháng 5 năm 1993  | Eritrea                | |
| 6 tháng 6 năm 1994   | Nam Phi                | |